# 対称差

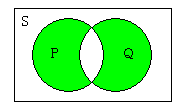
ベン図による対称差の表現

(A△B)△C のベン図

数学において、2 つの集合 A と B との対称差（たいしょうさ、英: symmetric difference）とは、“A に属し、B に属さないもの” と “B に属し、A に属さないもの” とを全て集めて得られる集合である。一般に、集合 A と B との対称差を、記号
A△B  あるいは  A⊖B  あるいは  A⊕B
などで表す。例えば、{1, 2, 3} と {3, 4} との対称差は {1, 2, 4} に等しい： {1, 2, 3}△{3, 4} = {1, 2, 4}。
任意の集合に対して、その集合の冪集合は、対称差 △ を算法としてアーベル群となる。空集合 ∅ はその群の単位元であり、その群の任意の元はその元自身の逆元である。また、任意の集合に対して、その集合の冪集合は、対称差 △ を加法とし共通部分 ∩ を乗法とするとき、ブール環となる。

## 性質
対称差は、和集合と差集合の記号を用いて次のように表すことができる：
A△B = (A−B)∪(B−A)。
X を 1 つの集合とし、A, B を X の 2 つの部分集合とする。集合 {0, 1} における二項演算として排他的論理和 ⊕ : {0, 1} × {0, 1} → {0, 1} を定義すれば、X における指示関数に関して次が成り立つ： X の任意の元 x に対して
χ A△B (x) = χ A (x) ⊕ χ B (x)。
アイバーソンの記法を用いれば次のようにも書ける：
[ x ∈ A△B ] = [ x ∈ A ] ⊕ [ x ∈ B ]。
対称差はまた、和集合、差集合、共通部分の記号を用いて次のように表すことができる：
A△B = (A∪B)−(A∩B)。
特に、A△B は A∪B の部分集合である： A△B ⊂ A∪B。また、A と B とが互いに素であるときかつそのときに限り A△B = A∪B である。さらには、A△B と A∩B とは互いに素であって、集合 {A△B, A∩B} は A∪B の 1 つの分割である。従って、対称差と共通部分とを最初に定義しておき、それらの記号を用いて、式
A∪B = (A△B)△(A∩B)
によって和集合を定義することもできる。

### 代数学的な性質
対称差について、次の 4 つが成り立つ：
1. (A△B)△C = A△(B△C)    （結合法則）、
2. A△∅ = ∅△A = A、
3. A△A = ∅、
4. A△B = B△A    （交換法則）。

X を 1 つの集合とし、P(X) を X の冪集合とする。P(X) × P(X) の元 (A, B) に P(X) の元 A△B を対応させれば、P(X) における 1 つの二項算法が得られる。上の 4 つの性質から、その算法に関して P(X) はアーベル群となる。空集合 ∅ はその群の単位元である。P(X) の任意の元 A に対して A は A の逆元であるから、P(X) はブール群でもある。X がちょうど 2 個の元から成る集合であるならば、その可換群 P(X) はクラインの四元群 Z2 × Z2と同型である。
共通部分は対称差に対して分配法則を満たす：
A∩(B△C) = (A∩B)△(A∩C)。
よって、X を 1 つの集合とするとき、P(X) × P(X) の元 (A, B) に P(X) の元 A△B を対応させて得られる二項算法を加法とし、P(X) × P(X) の元 (A, B) に P(X) の元 A∩B を対応させて得られる二項算法を乗法とすれば、P(X) は環となる。また、P(X) はブール環でもある。

### その他の性質
- X を 1 つの集合とし、A, B を X の 2 つの部分集合とするとき、次が成り立つ：

A△B = (X−A)△(X−B)。
- Λ を 1 つの集合とし、Λ の各元 λ に対して 2 つの集合 Aλ , Bλ が定められているとき、次が成り立つ：

{\displaystyle {\biggl (}\bigcup _{\lambda \in \Lambda }A_{\lambda }{\biggr )}\bigtriangleup {\biggl (}\bigcup _{\lambda \in \Lambda }B_{\lambda }{\biggr )}\subset \bigcup _{\lambda \in \Lambda }{\bigl (}A_{\lambda }\bigtriangleup B_{\lambda }{\bigr )}}
- f を集合 S から集合 T への 1 つの写像とし、A, B を T の 2 つの部分集合とするとき、次が成り立つ：

f −1(A△B) = f −1(A) △ f −1(B)。

## 多項対称差
対称差は結合法則と交換法則を満たすので、n個の集合A0, …, An−1の対称差A0 △ ⋯ △ An−1 = (⋯(A0 △ A1) △ ⋯ △ An−1)は順番に依らない。このことから対称差はより一般に（各元における重複度が有限であるような）集合族　{\textstyle \{A_{\lambda }\}_{\lambda \in \Lambda }}　に対し以下のように拡張できる。
{\displaystyle \mathop {\triangle } _{\lambda \in \Lambda }A_{\lambda }={\biggl \{}a\in \bigcup _{\lambda \in \Lambda }A_{\lambda }\mathrel {\bigg |} {\bigl |}\{\lambda \in \Lambda \mid a\in A_{\lambda }\}{\bigr |}{\text{ が 奇 数 }}{\biggr \}}}
上記のような集合族について Λ 及び各 Aλ がともに有限集合であるとき、対称差の濃度について以下のような公式が成り立つ（和集合の場合にも同様の公式が成り立つ）。
{\displaystyle {\Bigl |}\mathop {\triangle } _{\lambda \in \Lambda }A_{\lambda }{\Bigr |}=\sum _{\mathrm {M} \subset \Lambda }(-2)^{|\mathrm {M} |-1}{\biggl |}\bigcap _{\lambda \in \mathrm {M} }A_{\lambda }{\biggr |}}

## 測度空間上の対称差
2つの集合の対称差の「大きさ」は2つの集合がどれだけ異なるかを表していると思える。
今 μ を集合 X 上の測度とし Σ を測度有限な可測集合全体とする。
このときΣ×Σ上の関数のdを
{\displaystyle d_{\mu }(A,B):=\mu (A\bigtriangleup B)}
と定めると、これは Σ 上の擬距離になる。
この擬距離に関して2つの集合間の距離が0になることは、2つの集合の定義関数が μ に関して殆どいたるところ一致することの必要十分条件である。
A, B が Σ の元であるとき {\displaystyle {\bigl |}\mu (A)-\mu (B){\bigr |}\leq \mu (A\bigtriangleup B)} が成立する。